# Lugy
Lugy är en kommun i departementet Pas-de-Calais i regionen Hauts-de-France i norra Frankrike. Kommunen ligger i kantonen Fruges som tillhör arrondissementet Montreuil. År 2022 hade Lugy 138 invånare.

## Befolkningsutveckling
Antalet invånare i kommunen Lugy
| Referens: INSEE |